# Alexandra Höffgen
Alexandra Höffgen (Dortmund, 29 de octubre de 1993) es una deportista alemana que compite en remo  y, anteriormente, en baloncesto 3×3.
Ganó dos medallas en el Campeonato Europeo de Remo, en los años 2014 y 2020. Participó en los Juegos Olímpicos de la Juventud de 2010, en los que quedó en el octavo lugar en el torneo femenino de baloncesto 3×3.

## Palmarés internacional
| Campeonato Europeo | Campeonato Europeo | Campeonato Europeo | Campeonato Europeo |
| Año                | Lugar              | Medalla            | Prueba             |
| ------------------ | ------------------ | ------------------ | ------------------ |
| 2014               | Belgrado (Serbia)  | Medalla de bronce  | Ocho con timonel   |
| 2020               | Poznań (Polonia)   | Medalla de plata   | Ocho con timonel   |